# Wilson Ridge
Wilson Ridge är en bergstopp i Antarktis. Den ligger i Östantarktis. Australien gör anspråk på området. Toppen på Wilson Ridge är 1 897 meter över havet.
Terrängen runt Wilson Ridge är huvudsakligen platt, men söderut är den kuperad. Trakten är obefolkad. Det finns inga samhällen i närheten. 